# Охель Йицхак
Охель Йицхак (узб. Kanesoi Isoki Zambur sinagogasi, Канесои Исоки Замбур синагогаси; евт. Исоки Замбур) — синагога бухарских (среднеазиатских) евреев, расположенная в старой части города Бухара, Узбекистан, недалеко от Зелёного базара. Является одной из двух ныне действующих синагог Бухары. 

## История
Строительство синагоги было начато в 1800 году, при содействии религиозных просветителей еврейской общины Бухары — Йосифа Мамона и Итцхака Занбура, и, вероятно, названа в честь последнего. В 1862 году купец Яковбой её отремонтировал заново. После установления советской власти  в 1938 году в её помещениях была текстильная фабрика, а с 1952 года — в жилой дом. 
В 1992 году здание было возвращено еврейской общине по разрешению местных властей и капитально отремонтировано. С 1994 года возобновилась активная религиозная деятельность синагоги. 
Первым директором был избран Исак Абрамов. Далее продолжали управлять — Рафаэль Давыдов, Хиё Бадалов, Даниэль Мататов. Сейчас раввином синагоги является Эммануэль Эльнатанов, а директором и председателем общины Рафаэль Эльнатанов. 

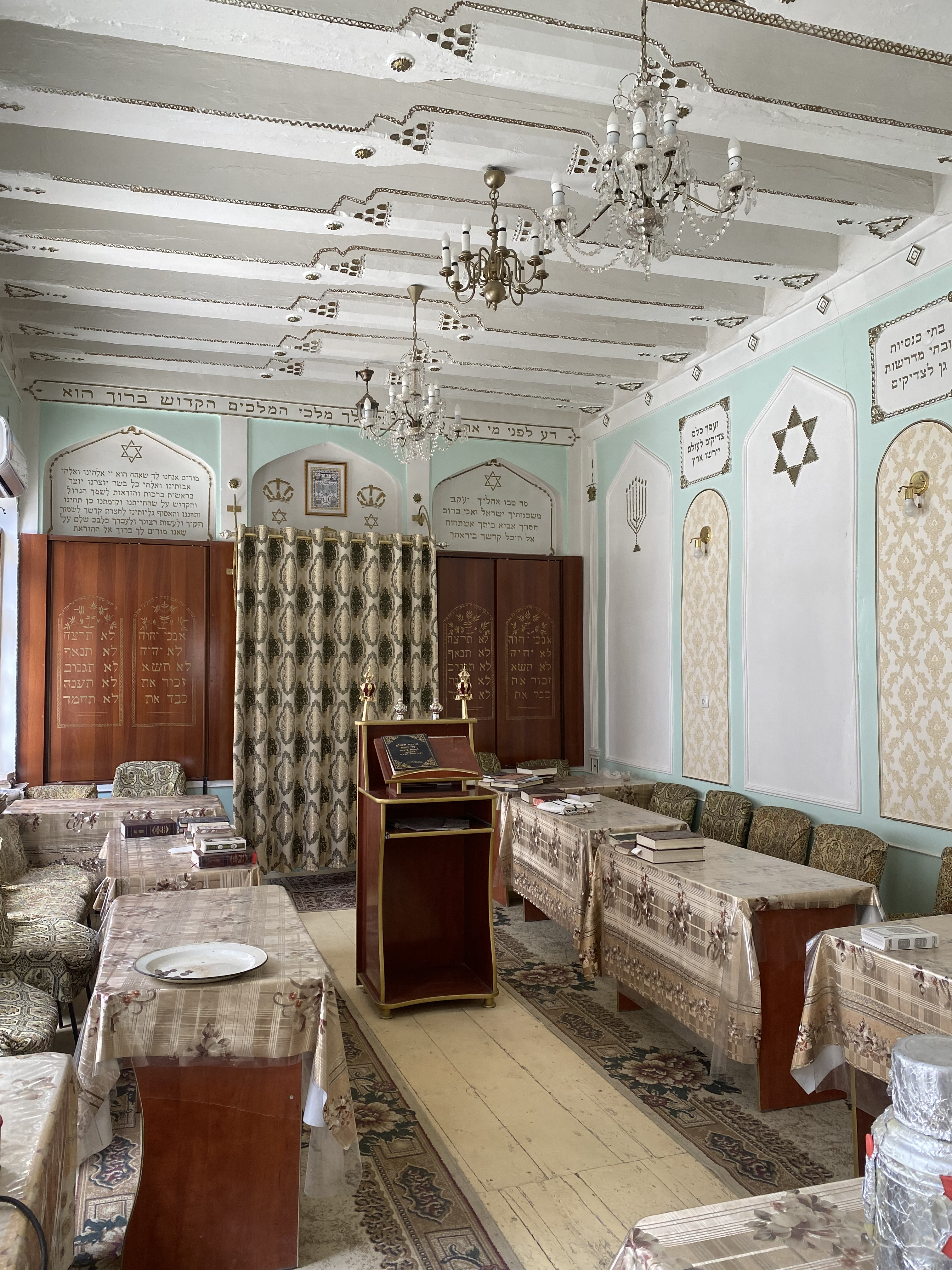
Внутри синагоги
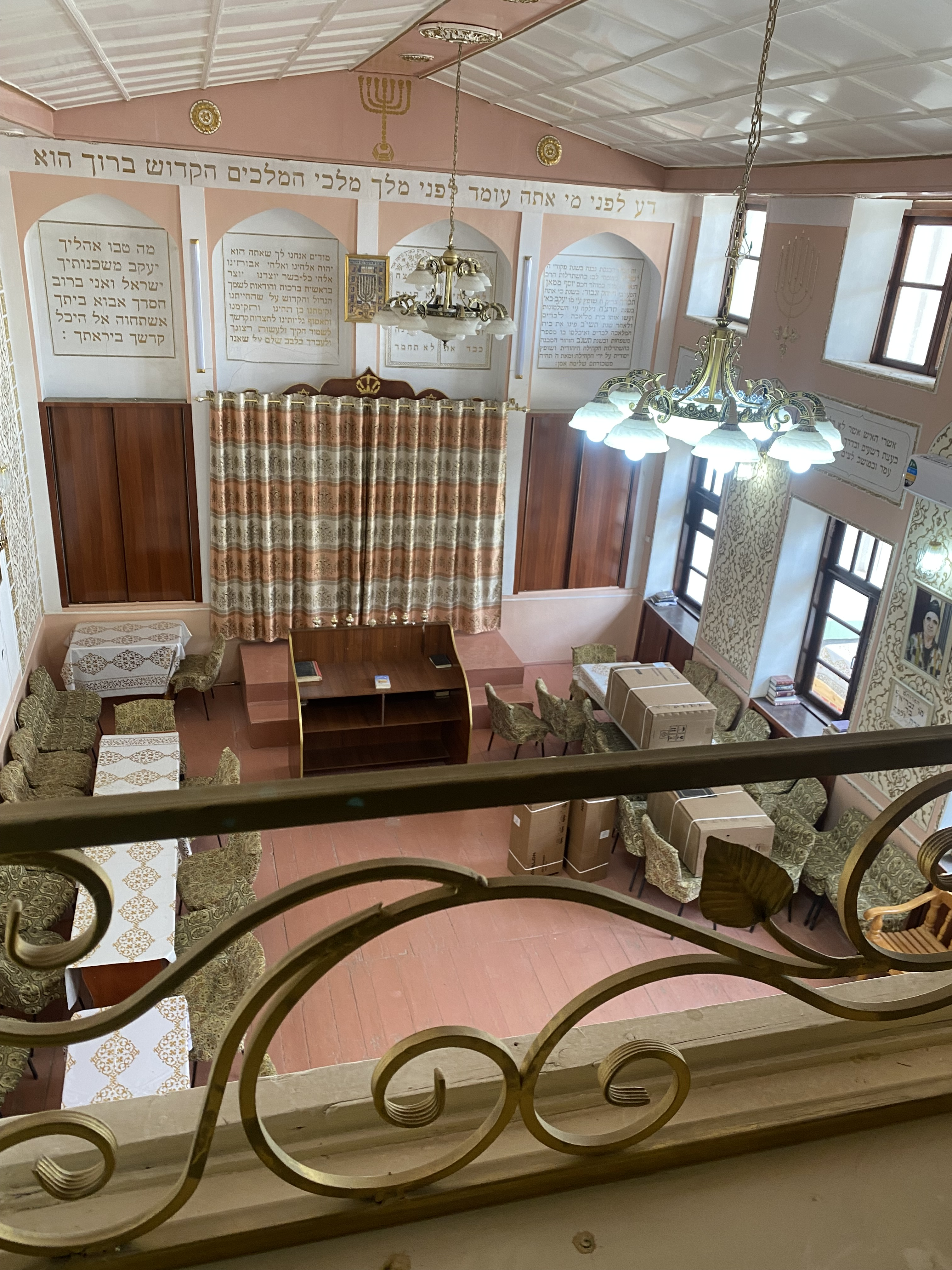
Вид с женской половины синагоги
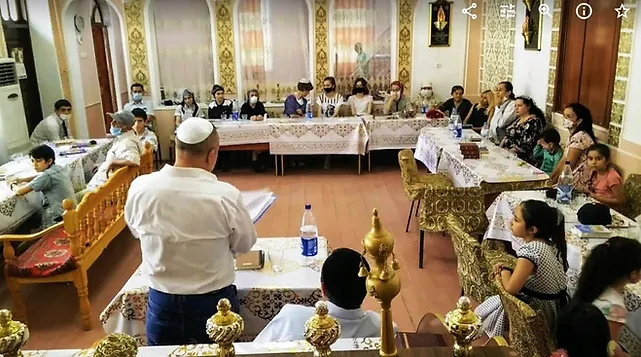
Шаббат